# Selenocosmiinae
Selenocosmiinae es una subfamilia de arañas migalomorfas de la familia Theraphosidae. Esta subfamilia Selenocosmiinae está formada principalmente por tarántulas del Sudeste Asiático y Australia. Son muy venenosas y agresivas. 

## Géneros
- Chilobrachys Karsch, 1891
- Coremiocnemis Simon, 1892
- Haplocosmia Schmidt & von Wirth, 1996
- Lyrognathus Pocock, 1895
- Orphnaecus Simon, 1892
- Phlogiellus Pocock, 1897
- Psalmopoeus Pocock, 1895
- Selenobrachys Schmidt, 1999
- Selenocosmia Ausserer, 1871
- Selenotholus Hogg, 1902
- Selenotypus Pocock, 1895
- Yamia Kishida, 1920